# ダニエラ・イラシュコ＝シュトルツ
ダニエラ・イラシュコ＝シュトルツ (Daniela Iraschko-Stolz、1983年11月21日 - ) は、オーストリア、シュタイアーマルク州レオーベン郡エイゼンエルツ出身のスキージャンプ選手、元サッカー選手。

## プロフィール
女子ジャンプの国際大会が始まった1999年から、常にトップクラスの成績を残している選手である。15歳で参加した第1回のFISグランドツアー（またはFISレディースグランプリ）で総合3位となり、翌2000年からは総合3連覇、2003年も1試合を欠場したため総合9位となるも、出場試合は個人戦3戦を全勝している。新設されたスキージャンプ・コンチネンタルカップの一部として開催された2005年と2010年にも総合優勝を達成している。2003年1月29日にバート・ミッテルンドルフ・クルムで行われたフライングの公式練習で、史上初めて200m飛んだ女性となった。
2004年、2005年には日本の宮様スキー大会で優勝 (2009年にも優勝) するなど、日本との縁も深い。
2004-05シーズンから始まったスキージャンプ・コンチネンタルカップでは、2015-16シーズン終了時点で通算47勝、2009-10シーズンと2010-11シーズンに連続して総合優勝している。
 チェコのリベレツで開催された2009年ノルディックスキー世界選手権で、初めて正式種目となったノーマルヒル女子に優勝候補の一人として出場したが、メダルには届かず4位に終わった。
2010-11シーズンは絶好調で冬に入ってから16戦10勝2位5回だったが世界選手権直前にザコパネの試合で転倒して右膝を痛めた。しかしリハビリを重ねて2011年ノルディックスキー世界選手権に出場、怪我の影響を感じさせず金メダルを獲得した。2011年1月からオーストリア連邦警察のトップ選手として4年間のトレーニングを始めた。
女子ジャンプ初のオリンピックとなった2014年ソチオリンピックでは、銀メダルを獲得した。
2014-15年シーズンではワールドカップで5勝を挙げ、総合優勝となった。これによって女子スキージャンプの当時の最高カテゴリ (FISレディースグランプリ、コンチネンタルカップ、ワールドカップ) の総合タイトルすべてを獲得したことになる。世界選手権では個人銅メダルを獲得し、混合団体は4位だった。
2015-16年シーズンはワールドカップで2勝を含む11度表彰台に立ち、総合2位となった。
2016-17年シーズンはワールドカップで4度表彰台に立ったものの1勝もできず、総合6位に終わった。ラハティ世界選手権では個人9位、混合団体で銀メダルを獲得した。
2017-18年シーズンは夏に膝を手術したため出遅れたが、2018年1月28日、復帰2戦目の第14戦リュブノで2シーズンぶりに優勝した。自身2度目のオリンピックとなった平昌五輪はメダルには届かず6位に終わった。総合7位でシーズンを終えた。
2018-19年シーズンは開幕からワールドカップに出場し続け、日本ラウンドの札幌、蔵王の各1勝を含む3度表彰台に入り1月27日の個人第11戦ルシュノヴ ( ルーマニア)終了時点で総合4位につけたが、翌週の地元オーストリアの第12戦ヒンツェンバッハ ( オーストリア) の予選で49位に終わり本戦出場を逃すと地元開催の世界選手権までのワールドカップ全試合を欠場した。世界選手権では個人銅メダルを獲得し、女子団体と混合団体で銀メダルを獲得した。世界選手権直後のワールドカップ個人第18戦オスロで優勝したが、同試合はホルメンコーレン大会に含まれており、ホルメンコーレンスキー大会での優勝は2004年以来であり、女子ワールドカップに含まれてからは自身初であった。個人第19戦リレハンメル、個人第20戦トロンヘイムはともに4位であり、オスロからトロンヘイムまでの3連戦の予選・本戦の成績で争われる女子版Raw Air総合4位に入り、ワールドカップの残り試合は欠場し総合8位でシーズンを終えた。
一方、サッカーではゴールキーパーとしてFCヴァッカー・インスブルックの女子チームに2017年夏まで所属していた。

## 私生活
- レズビアンであることを公表しており、2013年に女性のパートナーと結婚した[5]。
- 好きな色はピンクと公言[6]しており、髪をピンクに染めているほどである。

## 主な成績

### 冬季オリンピック
- 2014年ソチオリンピック ( ロシア)
  - 女子個人ノーマルヒルHS106 - 2位
- 2018年平昌オリンピック ( 韓国)
  - 女子個人ノーマルヒルHS109 - 6位

### ノルディックスキー世界選手権
- 2009年リベレツ大会 ( チェコ)
  - 個人ノーマルヒル - 4位
- 2011年オスロ大会 ( ノルウェー)
  - 個人ノーマルヒル - 優勝
- 2015年ファールン大会（ スウェーデン）
  - 個人ノーマルヒル - 3位
  - 混合団体 - 4位 (ダニエラ・イラシュコ＝シュトルツ、ミヒャエル・ハイボック、ジャクリーン・ザイフリーツベルガー、シュテファン・クラフト)
- 2017年ラハティ大会 ( フィンランド)
  - 個人ノーマルヒル - 9位
  - 混合団体 - 2位 (ダニエラ・イラシュコ＝シュトルツ、ミヒャエル・ハイボック、ジャクリーン・ザイフリーツベルガー、シュテファン・クラフト)
- 2019年ゼーフェルト大会 ( オーストリア)
  - 個人ノーマルヒル - 3位
  - 混合団体 - 2位 (ダニエラ・イラシュコ＝シュトルツ、フィリップ・アシェンヴァルト、エヴァ・ピンケルニヒ、シュテファン・クラフト)
  - 女子団体 - 2位 (エヴァ・ピンケルニヒ、ジャクリーン・ザイフリーツベルガー、キアラ・ヘルツル、ダニエラ・イラシュコ＝シュトルツ)
- 2021年オーベルストドルフ大会 ( ドイツ)
  - 個人ノーマルヒル - 8位
  - 個人ラージヒル - 9位
  - 混合団体 - 3位 (マリタ・クラマー（ドイツ語版）、ミヒャエル・ハイボック、ダニエラ・イラシュコ＝シュトルツ、シュテファン・クラフト)
  - 女子団体 - 優勝 (ダニエラ・イラシュコ＝シュトルツ、ソフィア・ソルシャーク（ドイツ語版）、キアラ・ヘルツル、マリタ・クラマー)

### FISワールドカップ
- FISスキージャンプ・ワールドカップ 16勝 2019年3月25日現在
- 初出場 2011年12月3日 ノルウェー・リレハンメル大会 4位

| 個人総合成績 | 個人総合成績 | 個人総合成績 | 個人総合成績 | 個人総合成績 | 個人総合成績 |
| シーズン     | 総合         | 優勝         | 準優勝       | 3位          |              |
| ------------ | ------------ | ------------ | ------------ | ------------ | ------------ |
| 2011/12      | 02位         | 2回          | 2回          | 3回          |              |
| 2012/13      | 10位         | 1回          | 1回          | 2回          |              |
| 2013/14      | 05位         | 2回          | 4回          | 0回          |              |
| 2014/15      | 優勝         | 5回          | 4回          | 1回          |              |
| 2015/16      | 02位         | 2回          | 8回          | 1回          |              |
| 2016/17      | 06位         | 0回          | 3回          | 1回          |              |
| 2017/18      | 07位         | 1回          | 3回          | 0回          |              |
| 2018/19      | 08位         | 3回          | 0回          | 1回          |              |
| 合計         | ---          | 16回         | 25回         | 9回          |              |

| ワールドカップ個人勝利 | ワールドカップ個人勝利 | ワールドカップ個人勝利 | ワールドカップ個人勝利 | ワールドカップ個人勝利 |
| シーズン               | 開催日                 | 開催地                 | ヒルサイズ             | 成績                   |
| ---------------------- | ---------------------- | ---------------------- | ---------------------- | ---------------------- |
| 2011/12                | 2月4日                 | ヒンツェンバッハ       | 94                     | 優勝(1)                |
| 2011/12                | 2月5日                 | ヒンツェンバッハ       | 94                     | 優勝(2)                |
| 2012/13                | 12月9日                | ソチ                   | 106                    | 優勝(3)                |
| 2013/14                | 1月25日                | プラニツァ             | 95                     | 優勝(4)                |
| 2013/14                | 1月26日                | プラニツァ             | 95                     | 優勝(5)                |
| 2014/15                | 1月24日                | オーベルストドルフ     | 106                    | 優勝(6)                |
| 2014/15                | 1月25日                | オーベルストドルフ     | 106                    | 優勝(7)                |
| 2014/15                | 1月31日                | ヒンツェンバッハ       | 94                     | 優勝(8)                |
| 2014/15                | 2月7日                 | ルシュノヴ             | 100                    | 優勝(9)                |
| 2014/15                | 2月15日                | リュブノ               | 95                     | 優勝(10)               |
| 2015/16                | 12月12日               | ニジニ・タギル         | 97                     | 優勝(11)               |
| 2015/16                | 2月14日                | リュブノ               | 95                     | 優勝(12)               |
| 2017/18                | 1月28日                | リュブノ               | 95                     | 優勝(13)               |
| 2018/19                | 1月12日                | 札幌                   | 137                    | 優勝(14)               |
| 2018/19                | 1月18日                | 蔵王                   | 102                    | 優勝(15)               |
| 2018/19                | 3月10日                | オスロ                 | 134                    | 優勝(16)               |

### その他の国際大会
- FISスキージャンプ・コンチネンタルカップ

| 個人総合成績 | 個人総合成績 | 個人総合成績 | 個人総合成績 | 個人総合成績 | 個人総合成績 |
| シーズン     | 総合         | 優勝         | 準優勝       | 3位          |              |
| ------------ | ------------ | ------------ | ------------ | ------------ | ------------ |
| 2004/05      | 3位          | 3回          | 2回          | 0回          |              |
| 2005/06      | 7位          | 0回          | 1回          | 0回          |              |
| 2006/07      | 4位          | 0回          | 5回          | 4回          |              |
| 2007/08      | 2位          | 3回          | 4回          | 2回          |              |
| 2008/09      | 2位          | 5回          | 3回          | 2回          |              |
| 2009/10      | 優勝         | 13回         | 4回          | 0回          |              |
| 2010/11      | 優勝         | 16回         | 5回          | 0回          |              |
| 2011/12      | 優勝         | 5回          | 3回          | 1回          |              |
| 2013/14      | 3位          | 1回          | 1回          | 0回          |              |
| 合計         | ---          | 46回         | 28回         | 9回          |              |

- FISスキージャンプ・レディースグランプリ

| 個人総合成績 | 個人総合成績 | 個人総合成績 | 個人総合成績 | 個人総合成績 | 個人総合成績 |
| シーズン     | 総合         | 優勝         | 準優勝       | 3位          |              |
| ------------ | ------------ | ------------ | ------------ | ------------ | ------------ |
| 1999         | 3位          | 0回          | 0回          | 3回          |              |
| 2000         | 優勝         | 3回          | 1回          | 0回          |              |
| 2001         | 優勝         | 3回          | 0回          | 0回          |              |
| 2002         | 優勝         | 2回          | 1回          | 0回          |              |
| 2003         | 9位          | 3回          | 0回          | 0回          |              |
| 2004         | 4位          | 0回          | 0回          | 2回          |              |
| 2005         | 優勝         | 1回          | 2回          | 0回          |              |
| 2006         | 8位          | 0回          | 0回          | 0回          |              |
| 2007         | 4位          | 0回          | 1回          | 1回          |              |
| 2008         | 5 位         | 0回          | 0回          | 0回          |              |
| 2010         | 優勝         | 2回          | 1回          | 0回          |              |
| 2011         | 2位          | 2回          | 3回          | 0回          |              |
| 合計         | ---          | 16回         | 9回          | 6回          |              |

- 1999年のみ「レディース・グランドツアー」
- 2005年以降はスキージャンプ・コンチネンタルカップの一部として開催